# Nicola Fago
Pour les articles homonymes, voir Fago (homonymie).
Francesco Nicola Fago, dit il Tarantino (né le 26 février 1677 à Tarente, mort le 18 février 1745 à Naples) est un compositeur et pédagogue italien.

## Biographie
Fils de Cataldo et de Giustina Tursi, Nicola Fago est né à Tarente, et commence ses études musicales à Naples au Conservatoire de la « Pietà dei Turchini » (1693-1695) avec comme professeur Francesco Provenzale. En 1697, il est nommé maître suppléant au sein de ce Conservatoire et quelques années après, en (1705), il succède au vieux Provenzale comme premier maître de contrepoint et de composition, charge qu'il occupe jusqu'à la fin de 1740. Dans le même temps, en 1709, il est nommé maître de chapelle du Tesoro di San Gennaro, charge qu'il conserve jusqu'à la fin de 1731. En 1736, il devient maître de chapelle de San Giacomo degli Spagnoli. Le 23 novembre 1701, il épouse Caterina Speranza Grimaldi, sœur du célèbre chanteur castrat Nicola detto Cavalier Nicolino. De cette union sont nés 11 enfants : Lorenzo (1704), Francesco (1705), Cristoforo (1707), Teresa (1708), Gennaro (1709), Caterina (1710), Federico (1712), Giuseppe (1714), Domenico (1718), Carlo (1719) et Saverio (?) ; de ceux-ci, 5 sont morts très jeunes. Seul l'aîné, Lorenzo, suit les traces de son père et est également compositeur et enseignant au Conservatoire de la Pietà dei Turchini.
Parmi les élèves de Nicola Fago, on trouve Nicola Sala, Leonardo Leo, Niccolò Jommelli, Giuseppe de Majo, Carmine Giordano et Francesco Feo. 
Fago compose de la musique sacrée et de la musique pour le théâtre dans un style élégant et pur mais qui manque d'originalité[non neutre].

## Œuvres
- Lo Masiello, dramma, 1712
- L'Astratto, dramma, 1709
- Il Radamista, dramma, 1707
- La Dafne, favola pastorale in stile arcadico, 1714
- Cassandra Indovina, dramma, 1711
- "Magnificat" a dieci voci con strumenti
- "Stabat Mater" a quattro voci con quartetto
- Il Faraone Sommerso, oratorio, 1709
- Le fenzejune abbendurate, 1710
- La Cianna, commedia, 1711